# Aserrío de Gariché
Aserrío de Gariché è un comune (corregimiento) della Repubblica di Panama situato nel distretto di Bugaba, provincia di Chiriquí. Si estende su una superficie di 99 km² e conta una popolazione di 11.072 abitanti (censimento 2010).  